# Мазер, Кеннет
Кеннет Мазер (англ. Kenneth Mather 22 июня 1911, Нантвич, Чешир, Англия, Великобритания — 20 марта 1990, Бирмингем, Уэст-Мидлендс, Англия, Великобритания) — английский врач и физиолог.

## Биография
Родился 22 июня 1911 года в Нантвиче. Сначала поступил и затем окончил Манчестерский университет, одного диплома ему показалось мало и тогда он поступил и спустя какое-то время окончил Лондонский университет. Администрация Лондонского университете оставила дипломированного специалиста у себя и он работал с 1934 по 1937 год. В 1937 году решил стажироваться в США и в том же году переехал туда, где до 1938 года работал сразу в 2-х учебных заведениях — Калифорнийском технологическом институте и Гарвардском университете. В 1938 году возвратился на родину, где до 1948 года занимал должность директора отдела генетики Института садовых культур Джона Иннеса в [[Мертон (Лондон)|Мертоне, впоследствии вошедшего в состав Лондона]]. В 1948 году устроился на работу в Бирмингемский университет, где с 1948 по 1965 год занимал должность профессора, а с 1971 по 1990 год занимал должность почётного профессора, одновременно с этим с 1965 по 1971 год занимал должность вице-канцлера университета в Саут-Гемптоне.
Скончался 20 марта 1990 года в Бирмингеме.

## Научные работы
Основные научные работы посвящены генетике количественных признаков и теории полимерного наследования.
- Придумал и предложил использовать в научных целях термин «полиген».
- Широко применял новые методы статистического анализа.

## Членство в обществах
- Член Лондонского королевского общества.

## Награды и премии
- 1964 — Медаль имени Чарлза Дарвина.